# О'ньйонг'ньйонг
О'ньйонг'ньйонг (також гарячка о'ньйонг'ньйонг; англ. O'nyong'nyong) — ендемічна арбовірусна інфекція, яка характеризується гарячкою, ураженням суглобів, лімфаденопатією.

## Етимологія
Назва захворювання дана племенем ачолі під час спалаху 1959 року. Назва походить від нілотської мови жителів Уганди і Судану і означає «ослаблення суглобів».

## Етіологія
Збудник належить до родини Togaviridae, роду Alphavirus, комплексу Семліки. Вірус вперше було виявлено під час великої епідемії в Уганді між 1959 і 1962 роками, однієї з найбільших епідемій арбовірусних хвороб, коли захворіло близько 2-х млн людей. Відомо про наявність декількох варіантів вірусу, що зумовлює певні особливості в клінічному перебігу хвороби.
Має щонайменше три основні підтипи, геномні послідовності яких у даний час доступні в базах даних генома. Повна нуклеотидна послідовність геномної РНК вірусу становить 11 835 нуклеотидів з тією ж базовою організацією, як і у всіх інших альфавірусів. Містить РНК. Існує 4 неструктурні білки, які кодує геном, і 3 структурних білки. Вірус, а також всі інші альфавіруси, також містять дві відкритих рамки для читання, які є неструктурними та структурними. Ці білки необхідні для транскрипції та реплікації вірусної РНК. Кодує 3 структурні білки (нуклеокапсидний білок C, білок P62 та білок E1). Розмір вірусних часток сягає в діаметрі 60 нм. Нуклеокапсид діаметром 40 нм містить 240 копій капсидного білка. Вірус має ікосаедричну симетрію T = 4. Е1 та Е2 — вірусні глікопротеїни, вбудовані в ліпідний подвоєний шар, а окремі молекули Е1 та Е2 з'єднуються одна з одною для утворення гетеродімерів. Ці гетеродімери створюють контакти між такими білками E2 та мономерами нуклеокапсиду.

## Епідеміологічні особливості
Зона поширення: саванна зона від Сенегалу на західному узбережжі Африки до Мозамбіку — на східному. Хоча є ендемічною, хвороба виникає спорадично як епідемія, між епідеміями проходить 30 — 35 років.
Передається трансмісивним механізмом передачі інфекції. На відміну від інших альфавірусів, вірус о'ньйонг'ньйонг є унікальний у своїх схемах передачі: він не передається комарами роду Culex, а з роду Anopheles — основний — комар An. funestus, додатковий — An. gambiae. Хребетний резервуар для вірусу о'ньйонг'ньйонг ще не ідентифіковано. Передача вірусу відбувається за допомогою тих комарів, що населяють більшу частину тропічної Африки і живуть у тісному зв'язку з людьми, можуть бути чинником швидкого поширення вірусу протягом епідемії.
Ураженість населення в ендемічних регіонах досягає 80 %. Від заражених людей до здорових безпосередньо вірус не передається.

## Патогенез
Троє з чотирьох інфікованих переносять хворобу безсимптомно.

## Клінічні ознаки
Хоча у більшості альфавірусних хвороб інкубаційний період є коротким, але при о'ньйонг'ньйонг він сягає 7-8 днів. Початкові прояви включають гарячку, біль у суглобах (без випоту), перш за все уражені колінні суглоби, головний біль, генералізований макуло-папульозний висип, часто свербіж, задньошийну лімфаденопатію і кон'юнктивіт, зрідка ясеневі або носові кровотечі. Є певні відмінності у клінічному перебігу серед пацієнтів, але комбінація гарячки, поліартралгії та лімфаденопатії вважається характерною.

## Діагностика
Лабораторна діагностика є складною через серологічні перехресні реакції з вірусом чікунгуньї і, можливо, з іншими альфавірусами, що циркулюють в Африці. Виділення вірусу з крові часто можливе протягом першого тижня хвороби, особливо в перші три дні. Вірусемія також може бути підтверджена в ПЛР виявленням вірусної РНК. Виявлені рівні IgM антитіл до вірусу в крові зазвичай з'являються на другому тижні захворювання і зберігаються приблизно 2 місяці, хоча їхня персистенція була виявлена і протягом 6 місяців.

## Лікування
Етіотропного лікування немає. Застосовують патогенетичну терапію.

## Профілактика
Боротьба з переносниками, запобігання їхнім укусам відіграє ключову роль у запобіганні поширенню вірусу. Людям, які подорожують до ендемічних районів, рекомендується використовувати репеленти проти комарів як при малярії, носити сорочки з довгими рукавами та довгі штани, а також використовувати номери з кондиціонерами або віконні та дверні завіси. Відповідні заходи щодо усунення місць розведення комарів (застійна вода, бур'яни та висока трава) та обприскування інсектицидами є важливим для припинення передачі хвороби.
Специфічна профілактика не розроблена.